# L'Étrange Cas du docteur Jekyll et de mister Hyde
Pour les articles homonymes, voir Docteur Jekyll et Mister Hyde.
 (décembre 2009).
L'Étrange Cas du docteur Jekyll et de mister Hyde (en anglais, Strange Case of Dr Jekyll and Mr Hyde) est un roman court écrit par Robert Louis Stevenson et publié en janvier 1886. Il s'agit d'une réécriture, le premier manuscrit ayant été détruit par Fanny Van de Grift, l'épouse de l'auteur, qui le considérait comme un « cahier plein de parfaites sottises ». L’œuvre raconte l'histoire d'un notaire, Gabriel John Utterson, qui enquête sur le lien étrange entre Edward Hyde et le docteur Henry Jekyll. Par ailleurs Robert Louis Stevenson a avoué avoir imaginé cette histoire après avoir fait un cauchemar.
Le docteur Jekyll, un philanthrope obsédé par sa double personnalité, met au point une drogue pour séparer son bon côté de son mauvais. C'est ce dernier qui, nuit après nuit, prendra finalement le dessus et le transformera en monstrueux Mister Hyde. Hyde se prononce [haɪd] comme « hide » en anglais, qui signifie « cache » ; Utterson utilise ce jeu de mots dans l'expression « Hyde and Seek » (« Cache et cherche », équivalent anglais du « cache-cache ») .
La traduction du titre retenue ici est celle publiée par Charles Ballarin en 1992 et reprise dans la Bibliothèque de la Pléiade en 2001. D'autres traductions ont opté pour Le Cas étrange du docteur Jekyll ou Le Cas étrange du Dr Jekyll et de M. Hyde ou encore L'Étrange Affaire du Dr Jekyll et de Mr Hyde.

## Résumé

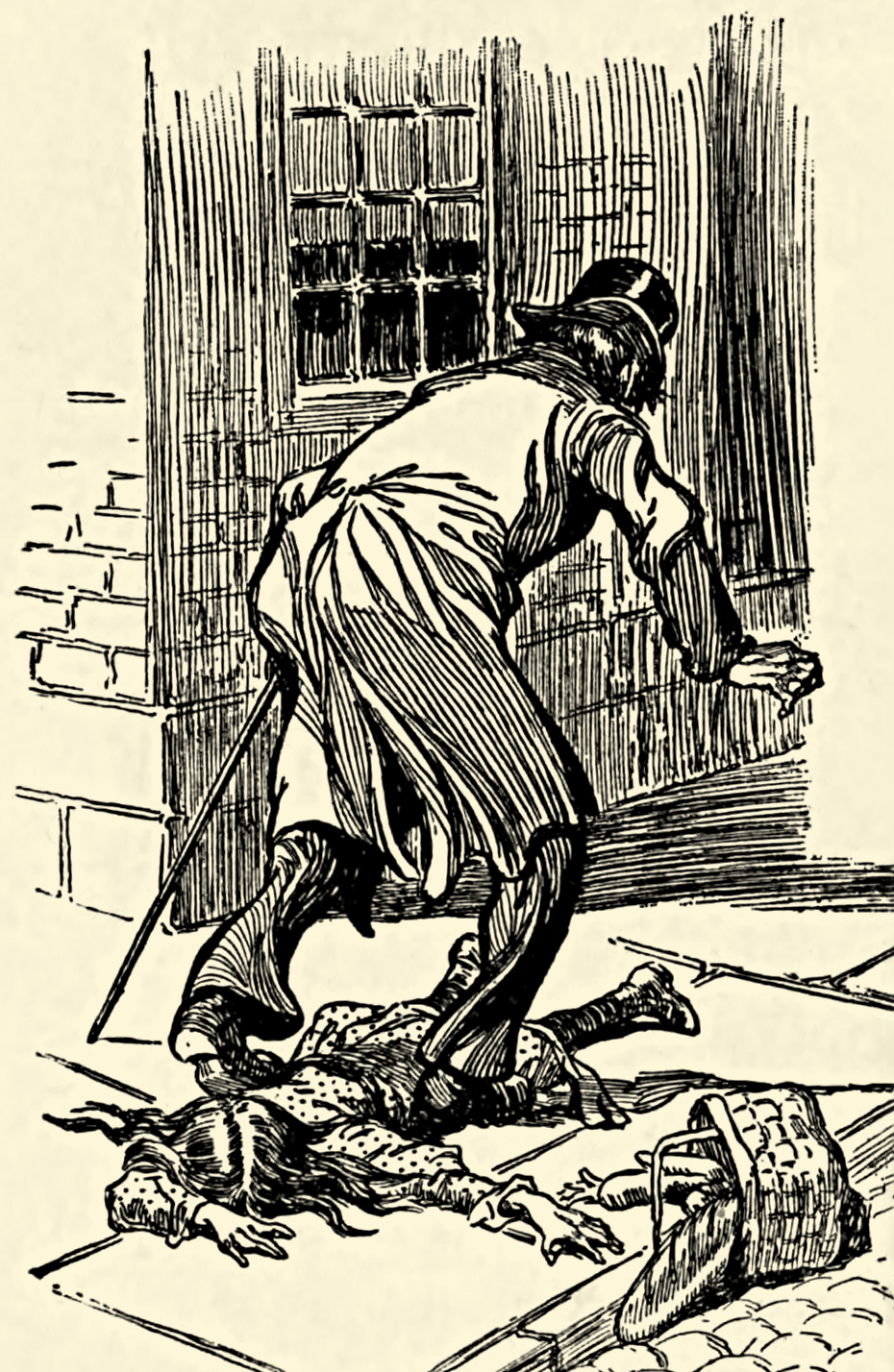
M. Hyde piétine sauvagement une fillette.
Illustration de Charles Raymond Macauley pour une édition new-yorkaise, 1904.

L'histoire se déroule à Londres, en Angleterre, au XIXe siècle.
M. Utterson est un notaire londonien. Pendant l'une de ses promenades dominicales avec son cousin éloigné, Richard Enfield, ils passent devant une étrange demeure, sans fenêtres aux étages et dotée d'une seule porte au rez-de-chaussée. Apercevant cette maison, ce dernier lui raconte cette troublante histoire : une nuit, qui était déjà bien avancée, Enfield rentrait à son domicile lorsqu'il aperçut une petite fille qui courait dans une rue, ainsi qu'un petit homme d'aspect répugnant. Le nain et la fillette se heurtèrent. Dans la collision, la fillette tombe, l'homme la piétine sauvagement avant de continuer son chemin.
Enfield le rattrape et fait un tel tapage que bientôt plusieurs personnes s'attroupent dans la rue, dont les parents de la jeune victime qui bien évidemment réclament un dédommagement. L'homme entre alors dans la maison pour en ressortir avec un chèque de quatre-vingt-dix livres sterling et dix pièces d'or. Ce malfrat s'avérera être M. Hyde, et la maison celle de l'estimé Dr Jekyll, l'un des deux plus vieux amis d'Utterson.

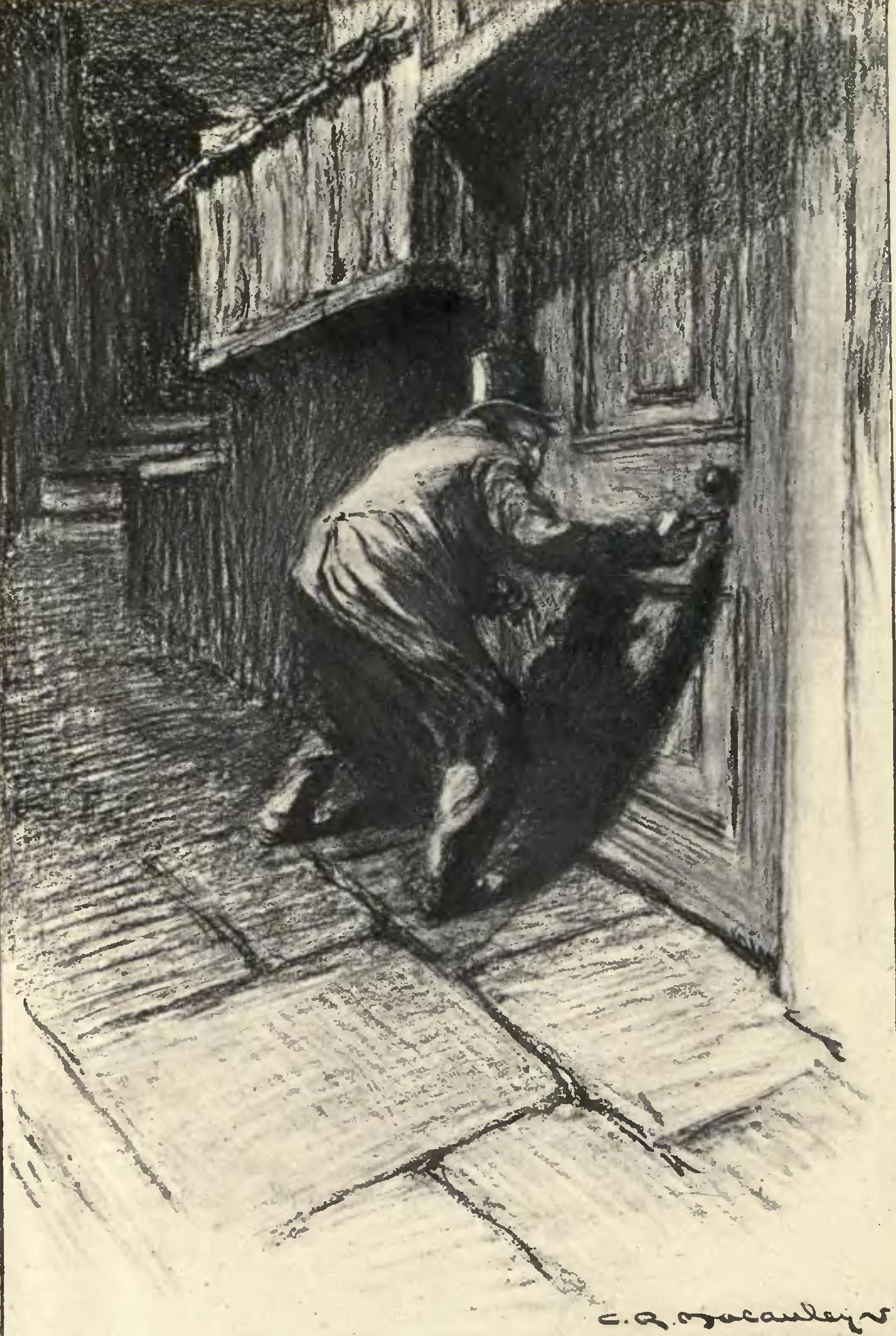
M. Hyde pénètre nuitamment dans la maison du docteur Jekyll.
Illustration de Charles Raymond Macauley pour une édition new-yorkaise, 1904.

Après avoir entendu cette histoire, Utterson rentre chez lui pour relire le testament que Jekyll lui avait fait, indiquant que tous ses biens seraient restitués à un certain M. Edward Hyde si le docteur mourait ou disparaissait durant un délai supérieur à trois mois.
Utterson se rend alors chez le docteur Lanyon, ancien ami commun avec Jekyll. Celui-ci lui indique qu'il ne connaît pas Hyde et qu'il est froissé avec Jekyll en raison de différends scientifiques. C'est alors qu'Utterson se décide à faire le guet devant la maison de Jekyll. Il parvient ainsi à rencontrer Hyde, qui lui donne son adresse au cas où ils seraient appelés à se revoir ; Utterson s'inquiète fortement pour Jekyll, il s'imagine que celui-ci est victime du chantage de Hyde à cause d'une erreur de jeunesse. De plus, il apprend par Poole, le domestique de Jekyll, que Hyde est un familier de la maison.

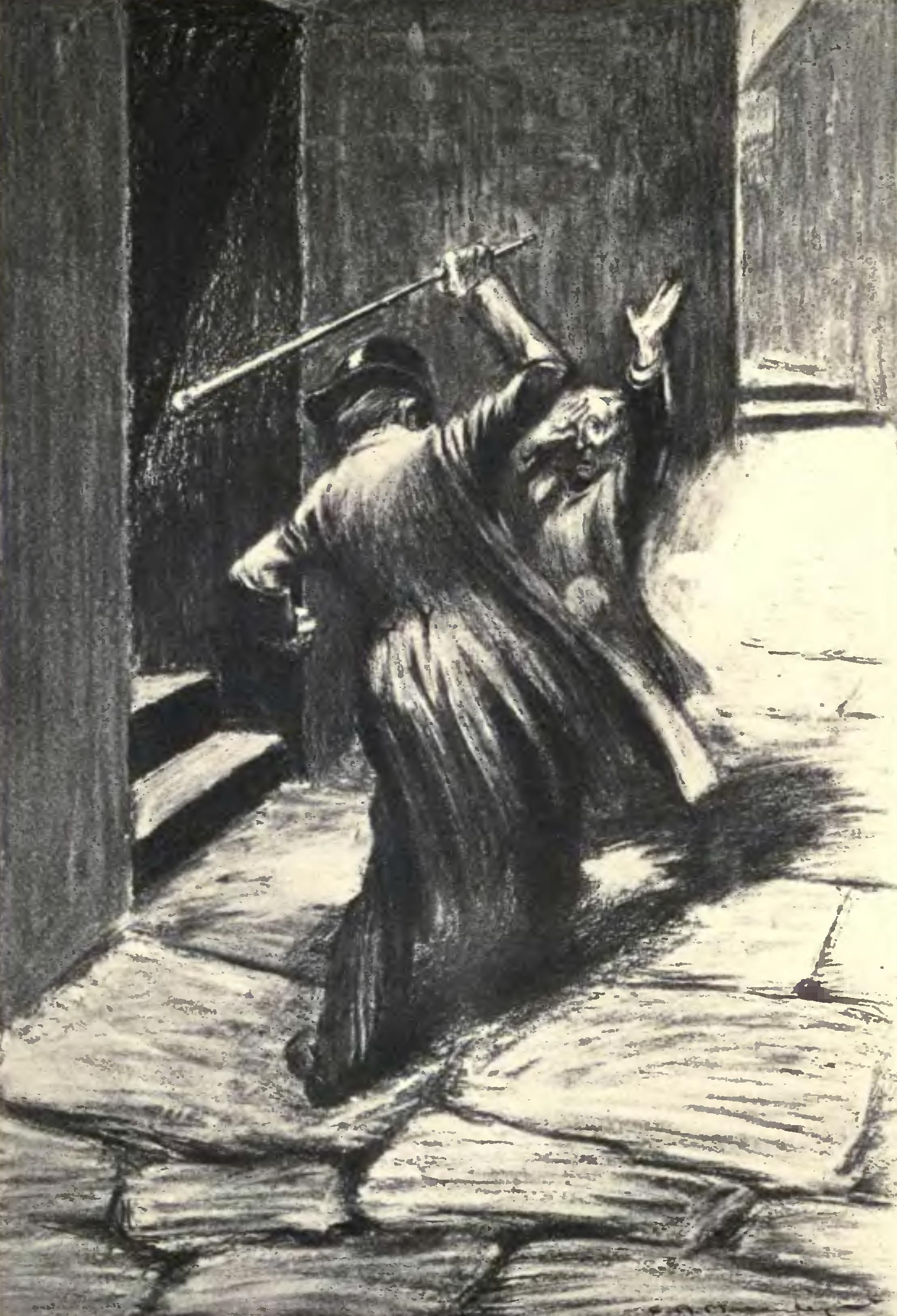
Hyde assassine sir Danver Carew à coups de canne plombée.
Illustration de Charles Raymond Macauley pour une édition new-yorkaise, 1904.

Un an après, sir Danvers Carew, éminent député, est assassiné par M. Hyde. Utterson donne alors l'adresse de Hyde à la police et celle-ci s'y rend, pour y trouver un morceau de la canne qui a servi à battre Carew et dont l'autre morceau a été retrouvé sur le lieu du crime, ainsi qu'un chéquier appartenant à Hyde, à moitié brûlé.
Désormais Edward Hyde est un criminel. Utterson est décidé à obliger son ami Jekyll à rompre tout lien avec Hyde. La surprise est grande quand Jekyll lui montre une lettre qu'il a reçu de Hyde affirmant qu'il ne reviendrait plus. Utterson emporte la lettre et la présente à son premier clerc, qui est graphologue. Celui-ci lui fait remarquer que l'écriture de Hyde et de Jekyll sont quasiment semblables, à part le côté sur lequel penchent les lettres. Utterson se demande si Jekyll ne ferait pas des faux pour protéger Hyde.
Peu après, Jekyll sort de sa réclusion et tient des réceptions, encore plus empli de bienveillance et plus assidu au travail qu'avant.
Jekyll reçoit à nouveau ses amis Lanyon et Utterson, puis cesse complètement de recevoir Utterson, se prétendant malade. Le notaire se rend alors chez Lanyon qui lui dit ne vouloir plus jamais revoir Jekyll. Lanyon affirme par ailleurs qu'il mourra bientôt. De fait, il s'alite et meurt moins de deux semaines après, laissant à Utterson une lettre à ne lire que lorsque Jekyll aura disparu.
Un soir, le majordome de Jekyll, Poole, se rend chez Utterson pour lui demander de venir au plus vite. Arrivé chez Jekyll, Utterson apprend que celui-ci s'est enfermé dans son cabinet. Personne ne l'a vu depuis une semaine, et Poole est convaincu que la personne qui habite le cabinet n'est pas le docteur Jekyll car il ne reconnaît pas sa voix. Poole raconte qu'il reçoit tous les jours des instructions pour aller se fournir auprès de pharmacies de produits chimiques dont la personne dans la chambre prétend avoir besoin. Poole dit avoir aperçu l'homme du cabinet dans le jardin ; il était petit et portait un masque. Utterson commence à être convaincu que c'est Hyde.
Ils décident d'enfoncer la porte à l'aide d'une hache et d'un tisonnier. Ils enfoncent la porte lorsqu'ils entendent: « Utterson, pour l'amour de Dieu, ayez pitié de moi ! ». Ils découvrent le corps de Hyde gisant par terre, venant de se suicider par empoisonnement. Ils trouvent une lettre de Jekyll livrant une confession à Utterson et lui recommandant de lire la lettre de Lanyon avant.

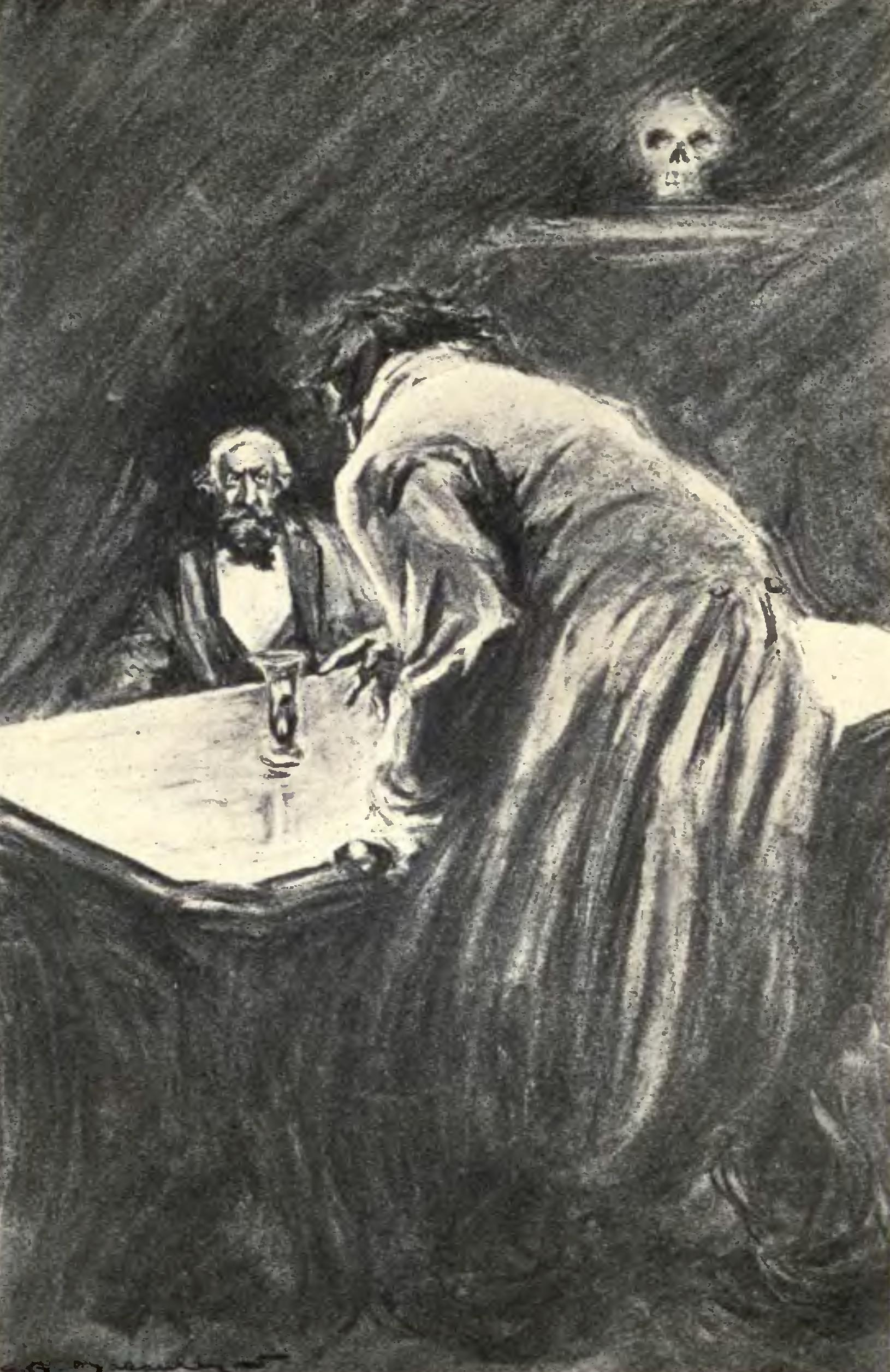
Horrifié, Lanyon assiste à la transformation de Hyde en Jekyll.
Illustration de Charles Raymond Macauley pour une édition new-yorkaise, 1904.

Dans sa lettre, Lanyon raconte qu'il a reçu un soir par la poste une lettre de Jekyll lui demandant d'aller chez lui, de forcer la porte de son cabinet avec l'aide de Poole, de se saisir d'un tiroir contenant des poudres et un cahier, de le ramener chez lui et d'attendre à minuit chez lui un homme qui viendrait pour lui. Cette lettre est écrite sur un ton de panique et de désespoir.
Lanyon s'exécute. Arrivé chez Jekyll, il voit Poole qui a fait venir un serrurier et un menuisier. Ils forcent la porte, il prend le tiroir et examine son contenu, à savoir des poudres, des liquides et un cahier d'expériences énigmatique.
Ayant ramené le tiroir chez lui, Lanyon attend l'envoyé de Jekyll, méfiant. Celui-ci arrive, il est impatient d'avoir ce qu'il attend. À la vue du tiroir, le visiteur est pris d'une agitation fébrile puis, se calmant, demande un verre gradué. Le visiteur annonce alors à Lanyon qu'il a le choix entre savoir et ignorer, entre rester paisible et ignorant et apprendre une chose qui le changera à jamais. Lanyon lui dit de rester, qu'il préfère tout savoir.
Le visiteur ingurgite alors la potion qu'il a concoctée en mélangeant le liquide et la poudre. C'est alors que cet homme, qui était M. Hyde, se transforme en docteur Jekyll sous les yeux ébahis de Lanyon.
Arrive enfin la longue confession de Jekyll, qui raconte toute l'histoire pour conclure le roman. Jekyll commence par expliquer qu'il a toujours eu un certain penchant pour le vice, rendu de plus en plus choquant au fur et à mesure qu'il vieillissait. Fasciné par la dualité de sa propre personnalité, il a cherché à dissocier son âme. Ayant fabriqué une potion capable de scinder son âme en deux, il l'ingurgite et finalement, après des douleurs atroces, son corps se transforme en celui de M. Hyde. Ce dernier était jeune et chétif car le mal qu'avait commis Jekyll était bien moins important que le bien.
Mais le mal absolu de Hyde transparaissait dans sa difformité répugnante pour tous excepté lui-même. Partagé entre un être malfaisant et un être tenté par le bien comme par le mal, Jekyll se trouve piégé. Il prend alors toutes les mesures pour donner à Hyde un accès facile à sa maison et à d'autres facilités par des ordres donnés à ses domestiques et par l'achat d'une maison dans le quartier londonien de Soho. Il profite des plaisirs sous la forme de Hyde sans jamais s'en sentir coupable au nom de Jekyll – ce que fait Hyde ne concerne pas Jekyll.
Après l'épisode de la petite fille violentée et du dédommagement, il prend les précautions de doter Hyde d'un compte en banque et d'une signature propre. Puis, un jour, il se réveille dans la chambre de Jekyll dans le corps de Hyde. Il s'est donc métamorphosé involontairement. Il a à présent des difficultés à se maintenir sous la forme de Jekyll et doit parfois doubler ou tripler ses doses. Il prend alors la résolution de ne plus se métamorphoser. Mais, finalement, il cède à nouveau à l'attrait de cette liberté que lui offre Hyde. Il assassine alors sir Carew sous la forme de son double malfaisant. À partir de ce moment, Hyde étant recherché par la police et toute la population pour meurtre, le problème semble résolu : Jekyll pour être en sûreté ne doit plus être Hyde.
Mais un jour il se transforme en Hyde au milieu de la journée dans Regent's Park. Il se fait conduire prestement jusqu'à un hôtel où il s'installe et rédige les missives pour Lanyon. Il se rend chez Lanyon et se retransforme en Jekyll. Puis, rentré chez lui, il ressent la transformation durant la journée et se précipite dans son cabinet pour reprendre la forme qu'il aurait voulu abandonner. Hyde se soumet à Jekyll par crainte de la potence mais torture Jekyll en brûlant le portrait de son père par exemple. Hyde a un appétit de vie qui le pousse à redevenir Jekyll pour se préserver. La transformation s'accélère et les réserves d'ingrédients s'épuisent. Jekyll conclut sa lettre en vitesse, craignant de se transformer en Hyde en cours d'écriture et que celui-ci ne la détruise. Il affirme que, faute de potion, sa prochaine transformation sera la dernière, et souhaite que Hyde prenne le parti de se suicider.

## Influence
Cette nouvelle est devenue une référence dans la culture mondiale comme allégorie de la double personnalité, tiraillée entre le bien et le mal, de chaque être humain.[réf. nécessaire]
La nouvelle peut également être comprise comme une allégorie de la dualité de l'ère victorienne, pudibonde et pourtant d'une violence terrible en matière sociale. La scène du piétinement de la fillette par Hyde, au début du récit, très choquante pour l'époque, peut être lue comme une dénonciation de cette violence de classe.[réf. nécessaire]
Elle peut se lire comme une nouvelle d'épouvante. On peut également l'interpréter comme une œuvre sur le trouble dissociatif de l'identité (anciennement appelé dédoublement de la personnalité), phénomène décrit par plusieurs médecins de la fin du XIXe siècle : Bourru et Burot avec le cas Louis V, Eugène Azam et sa patiente Felida… On peut aussi la voir comme une allégorie de la tendance victorienne à l'hypocrisie sociale[réf. nécessaire]. On peut, enfin, y voir une allégorie de l'évolution d'un toxicomane, avec ses phases d'euphorie, de perte de contrôle, d'accoutumance et sa fin tragique.[réf. nécessaire]
Vladimir Nabokov a analysé l'œuvre de Stevenson en utilisant le dedans et le dehors de la Maison Jekyll comme métaphore du privé et du public dans la société victorienne et de la dualité de l'être humain. : "Il y a chez Jekyll des chemins qui mènent à Hyde, écrira t-il  ."
Robert Bloch et Andre Norton ont travaillé ensemble à une suite intitulée The Jekyll Legacy (1991), traduit sous le titre L'Héritage du Docteur Jekyll (J'ai lu, 1992).
Jean-Pierre Naugrette a repris le personnage dans son roman Le Crime étrange de Mr Hyde (Actes Sud, 1998).
L'histoire du docteur Bruce Banner, physicien nucléaire/Hulk est une adaptation moderne de celle de Dr Jekyll / M. Hyde de Robert Louis Stevenson avec l'ajout du mythe de Frankenstein, selon les propres dires de Stan Lee.